# Городок (Устюженский район)
Городо́к — деревня в Устюженском районе Вологодской области.
Входит в состав Никольского сельского поселения (с 1 января 2006 года по 9 апреля 2009 года входила в Дубровское сельское поселение), с точки зрения административно-территориального деления — в Дубровский сельсовет.
Расположена на левом берегу реки Кать. Расстояние до районного центра Устюжны по автодороге — 45,5 км, до центра муниципального образования деревни Никола по прямой — 9 км. Ближайшие населённые пункты — Крестцы, Кривцово, Поповское.
По переписи 2002 года население — 21 человек (9 мужчин, 12 женщин). Всё население — русские.